# Дощові ліси Кардамонових гір
Дощові ліси Кардамонових гір (ідентифікатор WWF: IM0106) — індомалайський екорегіон тропічних та субтропічних вологих широколистяних лісів, розташований в горах Південного Індокитаю. 

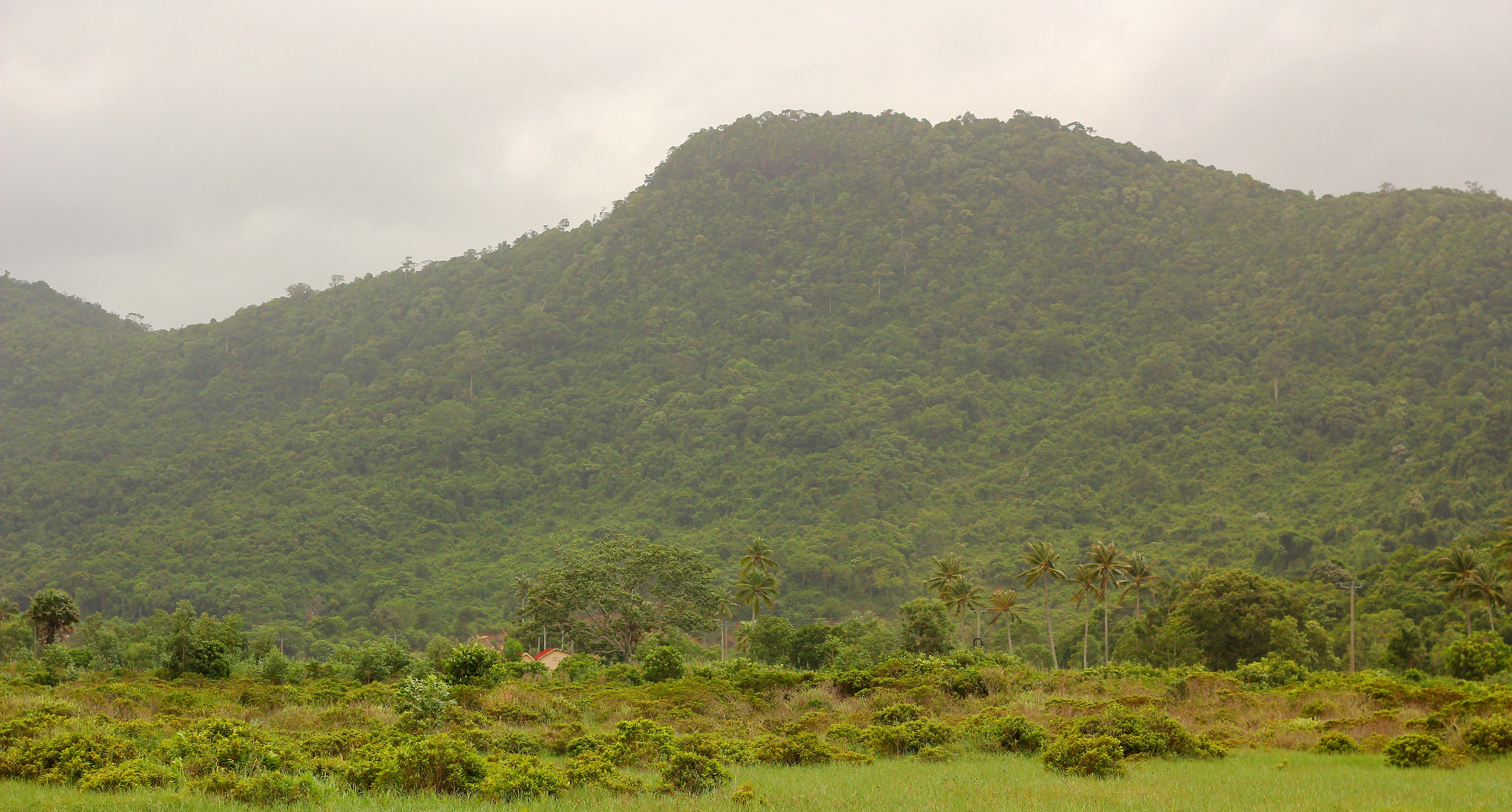
Дощові ліси в Кардамонових горах

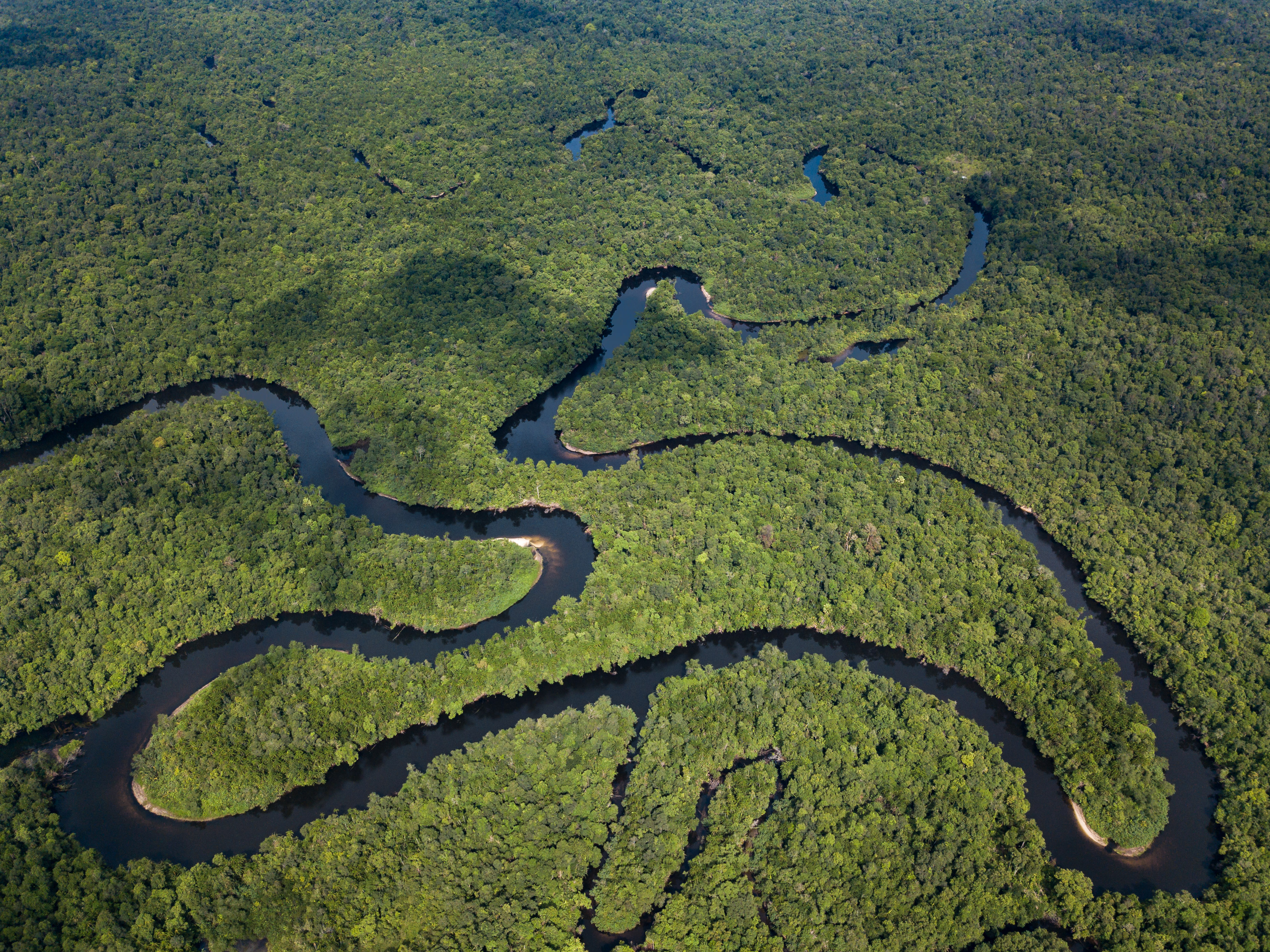
Ландшафт Національного парку Південних Кардамонових гір (Камбоджа)

## Географія
Екорегіон дощових лісів Кардамонових гір охоплює Кардамонові гори або гори Кравань, що простягається вздовж узбережжя Сіамської затоки від Південно-Східного Таїланду через західні райони Камбоджі, та їх південно-східне відгалуження — Слонові гори, або гори Дамрей, розташовані в провінції Кампот на півдні Камбоджі. Крім того, екорегіон охоплює низку островів, розташованих біля східного узбережжя Сіамської затоки. До цих островів належать Конг та Ронг, два найбільші острова Камбоджі, а також острів Фукуок та архіпелаги Хатьєн та Балоа, які є частиною в'єтнамської провінції К'єнзянг.
З геологічної точки зору основу Кардамонових гір складають мезозойські пісковики, серед яких подекуди зустрічаються вапняки та вулканічні породи. Серед молодих базальтів зустрічаються багаті поклади дорогоцінного каміння — рубінів, сапфірів та цирконів. На північному сході Кардамонових гір простягаються гранітні гірські хребти. Тут розташована гора Ораль висотою 1813 м, найвища вершина Краваню та всієї Камбоджі. Західні схили Кардамонових та Слонових гір різко підіймаються над вузькою прибережною смугою, що відділяє їх від Сіамської затоки, натомість північні та північно-східні схили плавно спускаються до внутрішніх рівнин.
На північному заході екорегіон переходить у рівнинні вологі листяні ліси басейну Чаопхраї, а на рівнинах на півночі і сході, які лежать у дощовій тіні Краваню, — у сухі ліси Центрального Індокитаю. У деяких прибережних районах на сході Сіамської затоки зустрічаються індокитайські мангри.

## Клімат
В межах екорегіону домінує теплий і вологий мусонний клімат (Am за класифікацією кліматів Кеппена). Орієнтація гір вздовж узбережжя Сіамської затоки, що дозволяє їм перехоплювати мусонні вітри, призводить до формування надзвичайно вологих умов. Середньорічна кількість опадів на південному заході екорегіону становить 3000-4000 мм. У Смарагдовій долині, розташованій у Слонових горах поблизу гори Бокор, середньорічна кількість опадів перевищує 5000 мм, тоді як на плато Киріром, розташованому на східній стороні гір, вона становить близько 2000 мм.

## Флора
У прибережній смузі, що лежить між узбережжям Сіамської затоки та підніжжям Кардамонових гір, раніше були поширені вологі вічнозелені ліси, основу яких складали білі мерантії (Shorea hypochra), ребристі анісоптери (Anisoptera costata), ребристі діптерокарпуси (Dipterocarpus costatus) та духмяні хопеї (Hopea odorata) з родини діптерокарпових (Dipterocarpaceae). Серед інших дерев, поширених у цих лісах, слід відзначити скрученоплідну паркію (Parkia sumatrana subsp. streptocarpa), яванську еритьєру (Heritiera javanica), свайнтонію П'єра (Swintonia pierrei) та сірий сизигіум (Syzygium cinereum). Наразі ліси біля підніжжя Кардамонових гір майже повністю знищені.
На схилах Кардамонових гір переважають вологі дощові ліси, основу яких складають хопеї П'єра (Hopea pierrei) та інші представники родини діптерокарпових (Dipterocarpaceae). Окрім типових вічнозелених дощових лісів, на південних схилах та на вершинах Слонових гір зустрічаються незвичайні карликові дощові ліси, дерева в яких досягають не більше 12 м у висоту, а подекуди — лише 5 м. Ці ліси зустрічаються на погано дренованих, кислих пісковикових ґрунтах та у заболочених западинах. У карликових дощових лісах домінують семпілорові дерева (Dacrydium elatum) та олеандролисті ногоплідники (Podocarpus neriifolius), а також зустрічаються нагеї Флері (Nageia fleuryi) та черепичні дакрикарпуси (Dacrycarpus imbricatus).
На висоті понад 700 м над рівнем моря у Кардамонових і Слонових горах поширені гірські дощові ліси. Густий лісовий намет, сформований кронами вічнозелених дерев, в цих лісах розташований на висоті 30 м над землею. У гірських лісах регіону домінують представники родини букових (Fagaceae), зокрема камбоджійські літокарпуси (Lithocarpus cambodiensis), літокарпуси Гіньє (Lithocarpus guinieri), борошнисті літокарпуси (Lithocarpus farinulentus), літокарпуси Арманда (Lithocarpus harmandii) та камбоджійські кастанопсіси (Castanopsis cambodiana). Також в цих лісах поширені різні види коричників (Cinnamomum spp.) і ліцей (Litsea spp.) з родини лаврових (Lauraceae) та мергуйські трістаніопсіси (Tristaniopsis merguensis) і різні види сизигіумів (Syzygium spp.) з родини миртових (Myrtaceae), тоді як представники родини бобових (Fabaceae) зустрічаються рідше.
В пишному підліску гірських дощових лісів поширені чагарники з родин Маренові (Rubiaceae) та Молочаєві (Euphorbiaceae), пальми, зокрема лісові пінанги (Pinanga sylvestris) та цукрові пальми (Arenga pinnata), деревоподібні папороті, зокрема різні види ціботіумів (Cibotium spp.), ціатей (Cyathea spp.) та олеандр (Oleandra spp.), а також різні види панданів (Pandanus spp.) та представників родини аралієвих (Araliaceae). Також в цих лісах поширені епіфіти, зокрема різноманітні орхідеї, особливо в місцях, де часто трапляються тумани.
На плато Киріром у Слонових горах зустрічаються соснові ліси, основу яких складають тенассерімські сосни (Pinus latteri). Серед інших дерев, що ростуть у цих лісах, слід відзначити туполистий діптерокарпус (Dipterocarpus obtusifolius), рожевий мирт (Rhodomyrtus tomentosa) та амлу (Phyllanthus emblica). Також в цих лісах поширені різні представники родин Меластомові (Melastomataceae) і Маренові (Rubiaceae).

## Фауна
Екорегіон дощових лісів Кардамонових гір включає одні з останніх великих масивів незайманих дощових лісів у Індокитаї. Тут зустрічається багато рідкісних великих ссавців, зокрема найбільша популяція індійських слонів (Elephas maximus indicus) у Камбоджі, яка водночас є однією з найбільших у всьому Індокитаї, а також гаури (Bos gaurus), бантенги (Bos javanicus), індокитайські серау (Capricornis sumatraensis maritimus) та індійські замбари (Rusa unicolor cambojensis). 
Серед хижих ссавців, поширених в екорегіоні, слід відзначити малайського ведмедя (Helarctos malayanus), гімалайського ведмедя (Ursus thibetanus), димчасту пантеру (Neofelis nebulosa), золотисту котопуму (Catopuma temminckii), мармурову кішку (Pardofelis marmorata), гірського куона (Cuon alpinus), великоплямисту віверу (Viverra megaspila) та бінтуронга (Arctictis binturong), а серед мавп — бенгальського лорі (Nycticebus bengalensis), ведмежого макаку (Macaca arctoides), північного свинохвостого макаку (Macaca leonina), макаку-крабоїда (Macaca fascicularis), камбоджійського гібона (Hylobates pileatus) та лангура Жермена (Trachypithecus germaini). Щільність гібонів в лісах регіону є найбільшою в Індокитаї. 
Вважається, що індокитайські тигри (Panthera tigris corbetti) вимерли в екорегіоні, як і індокитайські леопарди (Panthera pardus delacouri), в'єтнамські носороги (Rhinoceros sondaicus annamiticus) та північні суматранські носороги (Dicerorhinus sumatrensis lasiotis), однак, можливо, ці великі хижаки продовжують зустрічатися у віддалених гірських районах.
Орнітофауна екорегіону нараховує понад 450 видів птахів. Серед поширених в екорегіоні птахів слід відзначити сіамського лофура (Lophura diardi), сріблястого лофура (Lophura nycthemera), білощокого калао (Anorrhinus austeni), гірського пінона (Ducula badia), рожевоволого папугу (Psittacula alexandri), червоноголового трогона (Harpactes erythrocephalus), малого дронго (Dicrurus remifer), синю піту (Hydrornis cyaneus), чорногруду сіпараю (Aethopyga saturata), бурого бюльбюля-бороданя (Alophoixus ochraceus), гірського оливника (Ixos mcclellandii), сивоголову тимелію-криводзьоба (Pomatorhinus schisticeps), велику тимелію-криводзьоба (Erythrogenys hypoleucos), рудоволу альципу (Schoeniparus rufogularis), рудоголового баблера (Pellorneum ruficeps), буру тордину (Malacocincla abbotti), короткохвосту турдинулу (Gypsophila brevicaudata), сіву (Actinodura cyanouroptera), жовточереву синчівку (Mixornis gularis), китайського окулярника (Zosterops simplex), зеленоспинну югину (Erpornis zantholeuca), бамбукового вівчарика (Phylloscopus intensior) та іржастоголового скриточуба (Phylloscopus castaniceps). Ендеміками екорегіону є камбоджійські куріпки (Arborophila cambodiana), сіамські куріпки (Arborophila diversa) та камбоджійські чагарниці (Garrulax ferrarius). 
Серед поширених в регіоні плазунів слід відзначити дуже рідкісного сіамського крокодила (Crocodylus siamensis), а також ендемічних краваньських вовкозубів (Lycodon cardamomensis) та краванських кривопалих геконів (Cyrtodactylus cardamomensis).
Дощові ліси ліси Кардамонових гір є частиною Індо-Бірманської гарячої точки біорізноманіття. Тут проживає багато рідкісних та ендемічних видів тварин. Через віддалене розташування регіону, дуже низьку густоту населення та складний рельєф ліси регіону залишаються відносно недослідженими вченими.

## Збереження
Оцінка 2017 року показала, що 18 647 км², або 43 % екорегіону, є заповідними територіями. Природоохоронні території включають: Національний парк Намток-Кхлонг-Каео, Національний парк Намток-Пхліо, Національний парк Кхаокхітчакут, Національний парк Кхаочамао-Кхаовонг, Природний заповідник Кхаосойдао та Природний заповідник Кхаоангруенай в Таїланді, Національний парк Центральних Кардамонових гір, Національний парк Південних Кардамонових гір, Національний парк Ботум-Сакор, Національний парк Киріром, Національний парк Пре-Монівонг, Природний заповідник Пномсамкос, Природний заповідник Пномораль, Природний заповідник Татай, Природний заповідник Пеамкрасоп та Заповідник Самлаут в Камбоджі, а також Національний парк Фукуок у В'єтнамі.